# Thymus moldavicus
Thymus moldavicus là một loài thực vật có hoa trong họ Hoa môi. Loài này được Klokov & Des.-Shost. miêu tả khoa học đầu tiên năm 1932.